# Patti Austin
Patti Austin, właśc. Patricia Austin (ur. 10 sierpnia 1950 w Nowym Jorku) – amerykańska wokalistka rhythm and bluesowa.
Już jako dziecko występowała w telewizji i w teatrze. W wieku 16 lat odbyła trasę koncertową z Harrym Belafontem. Nagrywać zaczęła w 1965. 
Śpiewała m.in. z Paulem Simonem, Billym Joelem, Joe Cockerem, Robertą Flack i Michaelem Jacksonem
Najpopularniejsze nagrania: „The Family Tree”, „The Dude”, „Every Home Should Have One”, „Mood Indigo”, „How Long”, „Baby, Come to Me”, „Gimme, Gimme, Gimme”.